# East Hill (Hampshire)
East Hill – wieś w Anglii, w hrabstwie Hampshire, w dystrykcie New Forest. Leży 36 km na południe od miasta Winchester i 130 km na południowy zachód od Londynu.